# Leo Baekeland
Leo Henricus Arthur Baekeland (n. 14 noiembrie 1863 – d. 23 februarie 1944) a fost un chimist american de origine belgiană. El este cunoscut pentru invențiile sale: hârtia fotografică Velox în 1893 și bachelita în 1907. El a fost supranumit "Tatăl Industriei de mase plastice":13 pentru invenția sa, bachelita, un material plastic ieftin și neinflamabil care a marcat începutul industriei moderne a maselor plastice.

## Biografie
Leo Baekeland s-a născut în Ghent, Belgia, pe 14 noiembrie 1863, fiind fiul unui cizmar și a unei menajere. Ulterior, a declarat revistei The Literary Digest că numele său de familie este de origine flamandă și înseamnă teren cu balize. Și-a petrecut o mare parte din viața sa în Ghent, Belgia. A absolvit cu onoruri Școala Tehnică Municipală din Ghent și a primit o bursă din partea orașului:102 pentru a studia chimia la Universitatea din Ghent, la care a intrat în 1880.:13 El a dobândit un doctorat maxima cum laude , la vârsta de 21 de ani.:102 După o scurtă perioadă în care a fost profesor de fizică și chimie la Școală Normală Guvernamentală din Bruges (1887-1889), a fost numit profesor de chimie la Ghent, în 1889.:14 Baekeland s-a căsătorit cu Céline Vielman, fiica profesorilor săi, Teodor Vielman și Celine (Platteau) Vielman, pe data de 8 august 1889. Au avut trei copii, George, Nina, și Jenny.